# Евгени Минчев
Евгени Константинов Минчев е български PR експерт, бизнесмен, риалити звезда, шоумен, предприемач, поет, певец, писател и политик.

## Ранен живот
Роден е на 2 юни 1963 г. в Златица като извънбрачно дете. Осиновен е и прекарва детството си в Пазарджик, където заедно със семейството си живее изключително бедно в циганския квартал на града.
Учи във военно училище, но го напуска преди да завърши и отива в София. Започва да чисти входове и тъй като няма софийско жителство и постоянни доходи започва работа в градския трамваен транспорт.
През 80-те години на XX век кара трамвай номер 7 в София, минаващ по бул. „Витоша“. Едновременно с ватманството работи като манекен и модел. Броени дни преди 10 ноември 1989 г. е уволнен от работа заради любовна връзка с френски дипломат.
В хода на настъпващите промени в България започва да пише за затворения свят на посолствата и на известните хора. Включва се в кръга на певеца Емил Димитров и поета Васил Андреев, и има връзки с известни личности. Организира партита и става колумнист в списание „Хайлайф“. Печели популярност с гостуване в първия сутрешен блок на БНТ, правен от Величко Скорчев. Издава няколко музикални албума.

## Кариера
През 2005 г. участва във филма „Леден сън“ като шофьор на трамвай.
През 2014 г. участва в риалити предаването „Vip Brother: Образцов дом“. Отпада втори от предаването, след като прекарва 29 дни в къщата. През 2015 г. отново влиза в предаването, този път озаглавено Big Brother: All Stars. Завършва на трето място.
В работата си като пиар и продуцент организира светски събития: „Руски бал в България“, „Мис Лято“, „Бизнес дама на годината“, „Бал на топмоделите“. Организатор е на Бала на мартеницата в Лондон.
Ползвайки популярността си той започва да пише книги и поезия. Първата му книга са автобиографичните мемоари „От обратната страна“, издадени през 2008 година
През 2021 г. участва в третия сезон на „Маскираният певец“ като гост-участник в ролята на Звездата.
На предсрочните парламентарни избори през октомври 2024 г. е кандидат за народен представител от листата на БСП – Обединена левица.

## Личен живот
Минчев е хомосексуален.

## Книги
- „Обичам ви, жени“ (2004)
- „От обратната страна“ (2008)
- „Живот на педал. Зодиакална и любовна поезия“ (2010)
- „Вивиен: кървавосини опуси“ (2014)
- „Моят Емил“ (2016)
- „55 мига от любовта: стихотворения“ (2018)
- „Леви, десни: един безпощаден роман“ (2018)
- „Леговището на Даяна: Идише маме... и други разкази“ (2018) – съдържа: She...; В очертанията на арфата; Локум в салона на кокетките; Идише маме; Полковник Войников; Певецът-стрелец
- „Ружа Игнатова – Измамница или жертва“ (2023)